# Mark Veens
Mark Hermanus Maria Veens (* 26. Juni 1978 in Venray) ist ein niederländischer Schwimmer.

## Werdegang
Mark Veens nahm von 1996 bis 2004 an drei Olympischen Sommerspielen teil. Er qualifizierte sich jeweils nur als Teil der niederländischen 4-mal-100-Meter-Freistil- beziehungsweise 2000 in Sydney zusätzlich für die 4-mal-100-Meter-Lagenstaffel.
1996 in Atlanta belegte er gemeinsam mit Pie Geelen, Martin van der Spoel und Pieter van den Hoogenband über 4 × 100 Meter Freistil den fünften Platz.
Vier Jahre später, 2000 in Sydney, konnte er mit der 4-mal-100-Meter-Freistilstaffel dieses Ergebnis nicht wiederholen, da er mit der Staffel im Vorlauf disqualifiziert wurde. Dafür schwamm er im Vorlauf für die niederländische 4-mal-100-Meter-Lagenstaffel, die schlussendlich Vierte wurde.
2004 in Athen konnte er mit der Silbermedaille über 4 × 100 Meter Freistil seine einzige Olympiamedaille gewinnen. Er startete im Vorlauf statt Pieter van den Hoogenband, der sich für das Finale geschont hatte.
Bei den Kurzbahneuropameisterschaften 1998 in Sheffield, 2003 in Dublin und 2005 in Triest verbesserte er mit der niederländischen 4-mal-50-Meter-Freistilstaffel, den Europarekord dreimal. Auch auf der Langbahn konnte er mit der niederländischen 4-mal-100-Meter-Freistilstaffel, bei den Schwimmeuropameisterschaften 1999 in Istanbul und bei den Schwimmweltmeisterschaften 2001 in Fukuoka eine neue europäische Bestmarke aufstellen.